# ダイアフラムポンプ

ダイアフラムポンプの概略図

ダイアフラムポンプ（英: diaphragm pump）は、容積移送式ポンプの一種であり、ゴム、熱可塑性樹脂、フッ素樹脂製ダイアフラムの往復運動と適当な逆止弁を組み合わせて流体を移送する。膜ポンプ (英: membrane pump) とも呼ばれる。

## 概要
「ダイアフラム」は隔膜を意味し、素材としては、ゴム、樹脂、金属などが使用される。
ダイアフラムには主に3つのタイプがある。
- ダイアフラムの一方が移送する流体で密閉され、もう一方が空気あるいは油圧油（英語版）で密閉されたタイプ。ダイアフラムは柔軟性があり、ポンプチャンバーの容積は増減する。逆止弁の対により流体の逆流が阻まれる。
- ダイアフラムの原動力が、クランクやギア付き電動機駆動による電気機械的な、体積式容積移送を採用したタイプ。この方法は、単純な機械動作でダイアフラムは柔軟性があり、ダイアフラムの一方は空気に開放されている。
- 一つまたは複数の密閉されていないダイアフラムを用い流体を両方に移送するタイプ。この方法でも容積は変化する。

どの型のポンプも、チャンバーの容積が増加する（ダイアフラムが上昇する）時、圧力は減少し、流体がチャンバーに流入する。次に、チャンバーの圧力が増加する（ダイアフラムが降下する）時、先程流入した流体が強制的に排出される。最後に、ダイアフラムが再び上昇し流体がチャンバーに流入することで、サイクルが完成する。この動作は、内燃機関のシリンダーの動作に類似している。
ピストンでなくダイアフラムを上下させることで、油などが混入するのを防ぎクリーンな動作が可能となっている。

ダイアフラムポンプの計算流体力学アニメーション
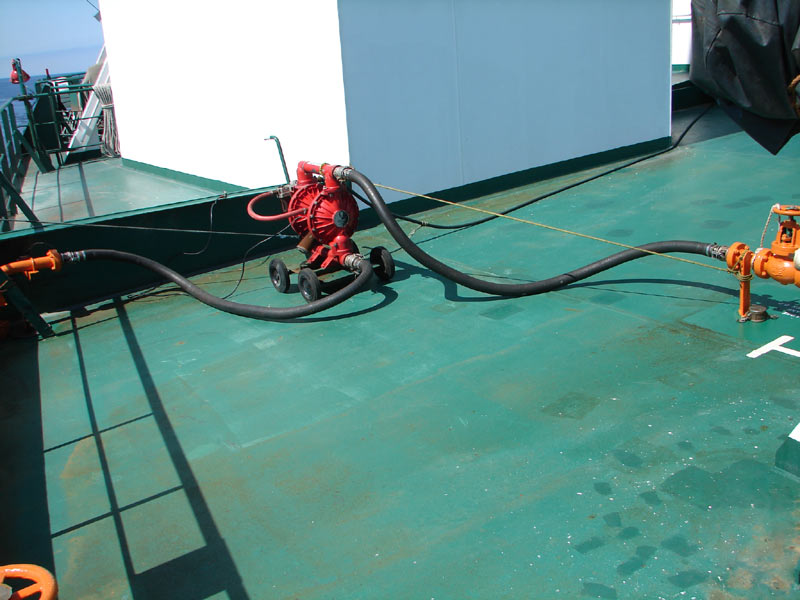
オイルタンカーデッキにおける複動式膜ポンプ
膜ポンプのアニメーション

## 特徴
ダイアフラムポンプの特徴:
- よい吸い込み揚程。低流速の低圧ポンプもあれば、高流速が可能なものもあり、これはダイアフラムの有効直径と往復運動の長さに依存している。比較的多量の砂や固体を含むヘドロやスラリーを扱うことができる。
- 最吐出圧大0.7～0.8 MPa (7～8 bar)
- 自吸可能（呼び水不要で運転が可能）
- 低い剪断力
- 人工心臓に使用されている
- 小さな水槽のフィルターのエアポンプに用いられる
- 粘度の高い液体を扱うことができる
- 工業的、化学的、衛生用途の応用がある
- 脈動流によりパルス水撃作用を生じさせる
- 粉体の搬送が可能（但し、粉体の種類による）

## 小型ダイアフラムポンプ
小型ダイアフラムポンプはダイアフラム動作に対応した2つの対になるシート付きフローティングディスクを用いる。これにより静かで信頼性のあるポンプ動作が実現される。このポンプの高い効率性はモーターポンプユニットの長い寿命から明らかである。
直流モーターダイアフラムポンプは極めて優れた自吸能力があり、損傷を受けることなく空運転が可能で、70 °Cまで稼動できる。
金属製の部品が移送される物体に接触しない。ダイアフラムおよび逆止弁は、バイトン、サントプレン、Buna-N製が利用可能である。したがって、これらのミニ・ダイアフラムポンプは優れた化学的耐性を有している。
小型ダイアフラムポンプは、ポンプを入れて数秒以内に準備できる。モーターと分離されていることから、ポンプ本体は機械的部分を含んでおらず、短時間空運転させることができる。
セットした圧力に到達すると、ポンプ内の圧力スイッチにより自動的にポンプを停止できる。